# Carrissoa angolensis
Carissoa angolensis là một loài thực vật có hoa trong họ Đậu. Loài này được Baker f. miêu tả khoa học đầu tiên. Chúng xuất hiện ở châu Phi, chủ yếu là Angola.
Danh phái chi đơn loài được đặt theo tên nhà sinh vật học người Bồ Đào Nha Luís Wittnich Carrisso.